# Notopleura parvifolia
Notopleura parvifolia är en måreväxtart som beskrevs av Charlotte M. Taylor. Notopleura parvifolia ingår i släktet Notopleura och familjen måreväxter. Inga underarter finns listade i Catalogue of Life.